# Quint Aureli Memmi Simmac
Quint Aureli Memmi Símmac (mort el 526) va ser un aristòcrata romà del segle VI, historiador i partidari del cristianisme nicè. Va ser un mecenes de l'aprenentatge secular i va esdevenir cònsol l'any 485. Va donar suport al Papa Símmac en el cisma sobre l'elecció d'aquest papa, i va ser executat amb el seu gendre Boeci acusat de traïció.

## Biografia
Pertanyia als Símmac, una de les famílies senatorials més riques i influents de Roma; el seu pare, Quint Aureli Símmac, havia estat cònsol el 446. La família emfatitzava el seu estatus com a membres de l'aristocràcia senatorial romana tradicional. Una manifestació d'això és que Mummi Símmac és l'últim individu testimoniat que ha portat un praenomen, el primer element del nom romà tradicional. Memmi Símmac va tenir tres filles (Rusticiana, Gal·la i Proba) i va adoptar el jove Anici Manli Severí Boeci quan va morir el seu pare; més tard Boeci es va casar amb Rusticiana, i la parella va tenir dos fills, Símmac i Boeci, tots dos cònsols el 522. La carrera civil de Memmi Símmac va culminar l'any 485 quan va ser nomenat cònsol per part de la cort ostrogoda, el tercer membre conegut de la seva família que ocupava aquest càrrec.
Tot i que Símmac era el cap d'una família amb una llarga connexió amb la tradició pagana, el seu avi Quint Aureli Símmac va pronunciar un famós discurs instant la devolució de l'Altar de la Victòria a la Casa del Senat romà, era un fervent cristià, interessat tant en les disputes teològiques com, més prosaicament, en les lluites pel control del Papa. Durant i després de la controvertida elecció del papa Símmac (que aparentment no era parent seu), ell i Anici Probe Faust Níger van ser els dos únics senadors coneguts que van donar suport al papa contra el seu rival més popular, entre les elits, Llorenç.
Símmac va seguir la tradició de la noblesa romana i es va dedicar també a la cultura, escrivint una història romana en set volums. Aquesta obra s'ha perdut excepte per una secció citada per Jordanes a la seva Getica. La fortuna de Símmac li va permetre dedicar-se al mecenatge. Va participar en la publicació dels Commentarii in Somnium Scipionis de Macrobi Ambrosi Teodosi, i fins i tot hi ha una còpia de l'obra corregida per la seva mà.
En general, Símmac va mantenir bones relacions amb els nous governants d'Itàlia, tant amb Odoacre com amb Teodoric el Gran, demostrades pel seu nomenament com a praefectus urbi entre el 476 i el 491, cònsol el 485, patrici el 510, i fins i tot arribant al rang influent de caput senatus (president del Senat). La seva visita a Constantinoble, després de la qual Priscià li va dedicar alguns poemes, probablement va ser en nom del rei Teodoric. Tanmateix, Símmac va contradir el rei ostrogot, que el va condemnar a mort per traïció el 526, un any després de l'execució de Boeci.